# Lavaret
Der Lavaret (Coregonus lavaretus) ist eine Fischart aus der Gattung Coregonus, mit Typlokalität im Lac du Bourget und im Lac d’Aiguebelette ist. Inwieweit Coregonus lavaretus aber eine einzelne Art oder einen Spezieskomplex mit verschiedenen Unterarten beschreibt ist dabei kontrovers und hat verschiedene Klassifizierungen produziert.

## Merkmale
Der Lavaret erreicht eine Standardlänge von 40 Zentimetern. Der Rücken ist etwas gebogen. Das dorsale Profil des Kopfes und des Mauls ist gerade. Die Rückenfärbung ist bläulich bis bläulichgrün. Die Flanken sind silbrig mit einem bläulichen Anflug.

## Vorkommen
Das Typlokalität des Lavaret ist der Lac du Bourget und der Lac d’Aiguebelette im französischen Département Savoie. Kontrovers ist allerdings das tatsächliche Verbreitungsgebiet. Während einige Autoren den Lavaret als endemisch in diesen Seen sehen, finden sich Referenzen für eine weitere Verbreitung dieses Fisches in Europa. Darüber hinaus werden eingeführte Populationen im Einzugsgebiet des Namaksee im Iran beschrieben.

## Lebensweise
Der Lavaret laicht im Dezember im flachen Wasser in der Nähe des Uferbereichs.

## Gefährdung
Bis ins frühe 20. Jahrhundert kam der Lavaret auch im Genfersee vor. Hier verschwand er jedoch auf Grund von Eutrophierung und Überfischung. Die IUCN hat den Lavaret im Jahre 2008 als gefährdet klassifiziert. Es liegen zwar derzeit keine Informationen über eine besondere Gefährdung vor, jedoch könnte die Einführung faunenfremder Coregonen im Lac du Bourget und im Lac d’Aiguebelette zu einer potentiellen Bedrohung werden.

## Nomenklatur
Im 19. Jahrhundert und 20. Jahrhundert wurde das Binomen Coregonus lavaretus für fast alle europäischen und für einige nordamerikanische Coregonen verwendet. Nach den Regeln des ICZN ist dies allerdings nicht gerechtfertigt, da der Name Lavaret bereits im Jahre 1555 von Guillaume Rondelet für die Fische aus dem Lac du Bourget verwendet wurde. 1997 wurde das Taxon von Maurice Kottelat neubeschrieben.